# In Abraham’s Bosom
In Abraham’s Bosom – sztuka amerykańskiego dramaturga Paula Greena, opublikowana w 1926, wyróżniona Nagrodą Pulitzera w dziedzinie dramatu za rok 1927. Podejmuje problem rasizmu.